# Przełączka pod Ptakiem
Przełączka pod Ptakiem (niem. Vogelscharte, Östliche Vogelscharte, słow. Štrbina pod Vtákom, węg. Keleti-Madár-csorba) – znaczne obniżenie grzbietu Buczynowych Turni, położone w długiej wschodniej grani Świnicy w polskich Tatrach Wysokich na wysokości ok. 2105 m. Przełęcz oddziela od siebie turnię Ptak (2131 m) i Kopę nad Krzyżnem (2135 m). Jest obok Przełęczy Nowickiego najniższym obniżeniem tego fragmentu grani.
Z przełęczy w kierunku północnym schodzi szeroki, piarżysty żleb do Zadnich Usypów w dolinie Pańszczycy, z drugiej strony spod przełęczy do Doliny Roztoki opada prawa odnoga Żlebu pod Krzyżnem.
Od strony południowej, poniżej przełęczy, przebiega szlak turystyczny Orlej Perci. Przełęcz nie jest używana jako letnie połączenie sąsiadujących dolin, o wiele dogodniejsze jest sąsiednie Krzyżne. Inaczej jest w zimie, kiedy Przełączka pod Ptakiem znajduje się na najłatwiejszej drodze z doliny Pańszczycy na Krzyżne.
Drogi prowadzące na przełęcz były znane od dawna. Pobliska Kopa pod Krzyżnem i Krzyżne należały do terenów pasterskich. Pierwsze znane zimowe wejście od strony doliny Pańszczycy należy do Henryka Mogilnickiego, Witolda Henryka Paryskiego i Tadeusza Pawłowskiego (25 kwietnia 1930 r.).

## Przypisy

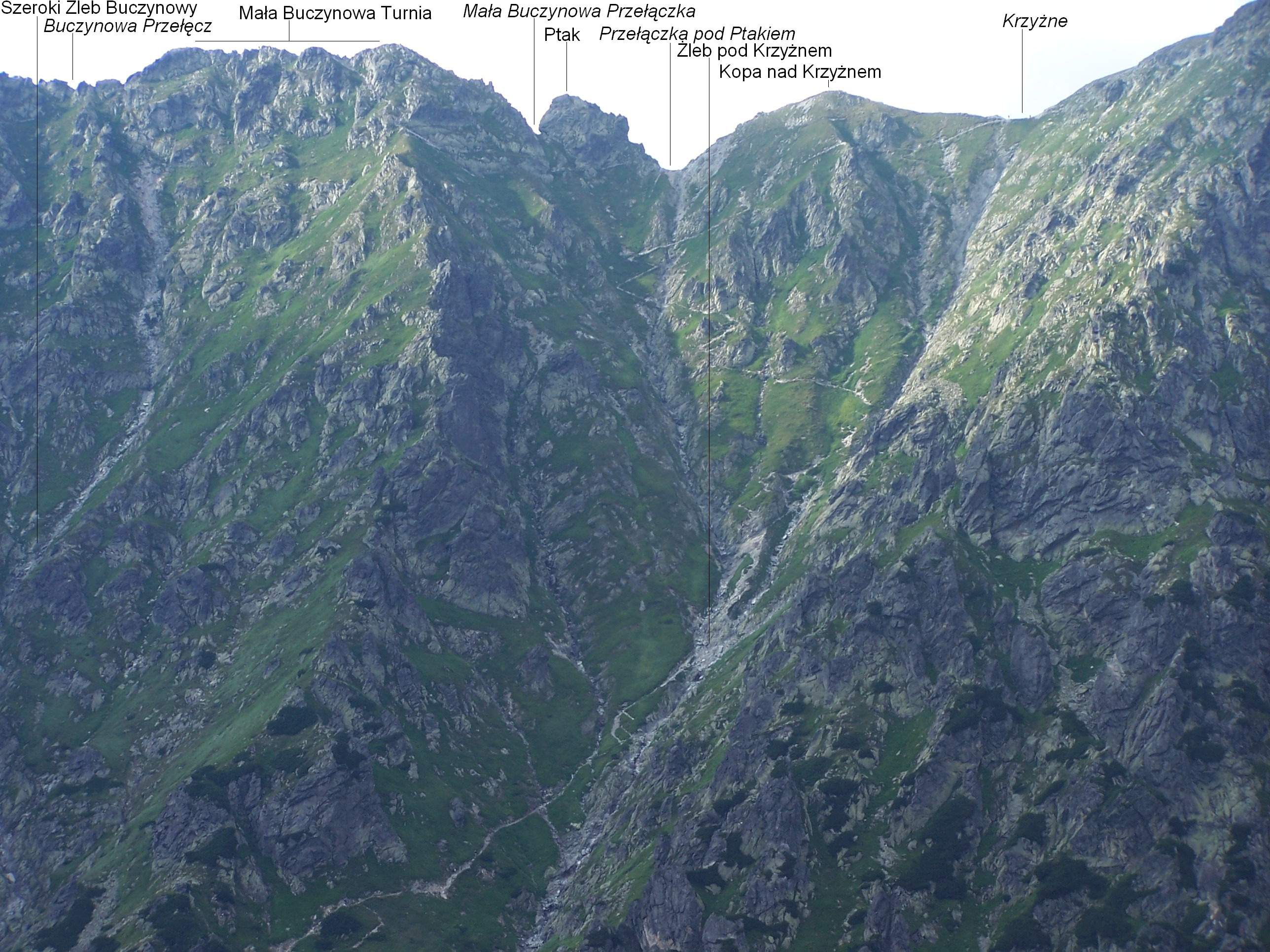
Widok ze Świstowej Czuby